# Juan Rivero
El padre Juan Rivero, sacerdote jesuita, con una destacada actuación religiosa en el Virreinato de Nueva Granada nació el 15 de agosto de 1681 en Miraflores de la Sierra, provincia de Madrid, España y murió en las Misiones del Meta el 17 de agosto de 1736. Fue el autor de la obra Historia de las misiones de los Llanos de Casanare y los ríos Orinoco y Meta, reeditada en Bogotá, Colombia en 1956 por la Biblioteca de la Presidencia de Colombia (la primera edición es de 1883).

## Vida y obra
Ingresó a la Compañía de Jesús en Sevilla el 22 de octubre de 1703 después de haber estudiado medicina en la Universidad de Alcalá de Henares durante varios años. Se unió a una expedición destinada a la provincia del Nuevo Reino de Granada en 1705. En Bogotá realizó los estudios de filosofía y teología en La Universidad Javeriana, recibiendo la ordenación sacerdotal el 31 de marzo de 1714.
Enseñó humanidades en los colegios neogranadinos de Pamplona, Honda y Mompós. En 1721 se traslada a las misiones llaneras en la cuenca del río Meta. Su acción misionera se realizó en los pueblos indígenas achaguas, sálivas, guahivos y chiricoas; en 1730 fue nombrado superior general de las misiones y durante su gestión inició el padre José Gumilla su labor misionera en el Orinoco.
Su obra más destacada es la Historia de las misiones de los Llanos del Casanare y los ríos Meta y Orinoco escrita entre 1728 y 1729, y que ha sido considerada la principal historia de las misiones jesuitas de los Llanos y del Orinoco.